# Ostrovia 1909
Towarzystwo Piłkarskie Ostrovia 1909 – polski klub sportowy piłki nożnej z Ostrowa Wielkopolskiego, jest jednym z najstarszych klubów piłki nożnej w Polsce (po Wiśle Kraków oraz Cracovii). TP Ostrovia została założona jako jeden z pierwszych polskich klubów piłkarskich w Wielkopolsce (zob. Warta Poznań, KS Posnania).
Od sezonu 2016/2017 występuje w IV lidze wielkopolskiej.

## Informacje ogólne
- Rok założenia: 1909
- Barwy: biało-czerwone
- Adres: ul. Wrocławska 18, 63-400 Ostrów Wielkopolski
- Stadion:  ul. Piłsudskiego, 63-400 Ostrów Wielkopolski
  - Pojemność stadionu: 12 tys. miejsc
  - Oświetlenie: jest
  - Wymiary boiska: 95 m x 65 m

## Historia klubu

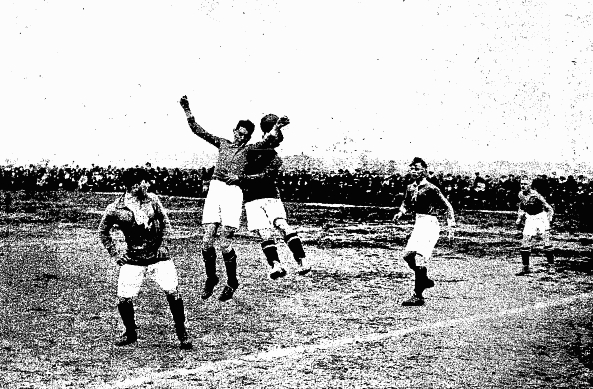
Mecz Warty Poznań z Ostrowią w 1922 roku, głową uderza Wawrzyniec Staliński

Klub Ostrovia powstał 27 maja 1909 roku z inicjatywy polskiej młodzieży robotniczej i rzemieślniczej, która zrzeszona była w Towarzystwie Terminatorów. Był to pierwszy klub w Wielkopolsce, którego członkowie stanowili wyłącznie Polacy. Po raz pierwszy pod zaborem pruskim doszło do sytuacji, iż statut klubu oraz jego pełna nazwa zostały zapisane w języku polskim. Podkreśleniem patriotycznej symboliki klubu było także przyjęcie biało-czerwonych barw klubowych. Od wiosny 1910 roku, kiedy zamówiono pierwszą partię koszulek w biało-czerwone pasy w berlińskiej firmie Steidel, do dziś obowiązuje taka kolorystyka koszulek. 
W piłkę zaczęto grać w Ostrowie już w 1907 roku, kiedy to jedną z pierwszych piłek w Wielkopolsce przywiózł aż z Berlina ówczesny prezes Towarzystwa Terminatorów Stanisław Grzęda. Od tego momentu niemal każde niedzielne zebrania młodzieży polskiej kończono grą w piłkę nożną. Ostrovia na inaugurację swojej działalności jeszcze w tym samym 1909 roku rozegrała trzy zwycięskie mecze z Gimnazjalnym Klubem Sportowym Venetia (tzw. małą Venetią). Pierwszą historyczną jedenastkę klubu tworzyli: Górski, Jung, Plewa, Hadryś, Grzęda, Lisiak, Banach, Sztok, Kmieciak, Marczewski i Prószyński. Rok później Ostrovia grała bez powodzenia z pierwszym zespołem Venetii. Znacznie większym wydarzeniem były mecze rozegrane z miejscową niemiecką drużyną Ostrover Fussball Club "Germania", oba wygrane przez Ostrovię 2:1 i 4:2. Rok 1913 był rokiem przełomowym dla Ostrovii, gdyż stała się ona wraz z Wartą i Posnanią członkiem założycielem Związku Polskich Towarzystw Sportowych. Kluby te postanowiły rozegrać w tym samym roku I Mistrzostwa Wielkopolski, na których zespół Ostrovii zajął drugie miejsce, za Wartą Poznań.

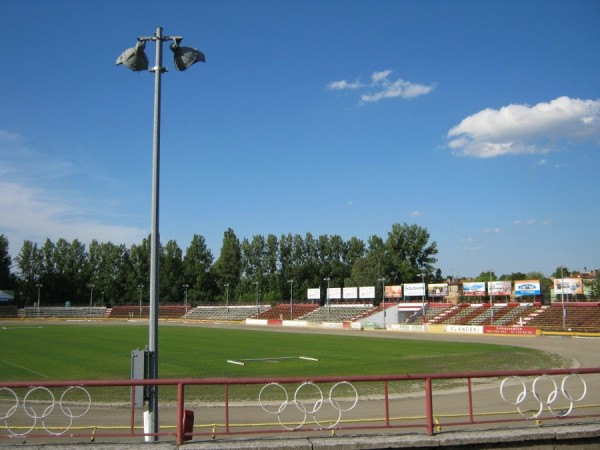
Stadion Miejski w Ostrowie Wielkopolskim

W sezonie 2006/07 rozgrywała mecze na boiskach IV ligi, grupa wielkopolska południowa, jednak po zajęciu 14. pozycji spadła do kaliskiej klasy okręgowej.
W dniu 10 stycznia 2007 Walne Zebranie Członków Klubu podjęło uchwałę o rozszerzeniu nazwy o rok założenia klubu. Ma to nawiązywać do bogatej historii i tradycji klubu.
Sezon 2010/2011 upłynął pod znakiem awansu z Kaliskiej Klasy Okręgowej do IV ligi wielkopolskiej-południe pod opieką trenera, Andrzeja Dziuby.
Sezon 2011/2012 oznaczał kolejny awans do wyższej ligi, do III ligi, czyli IV poziomu rozgrywkowego. Jako beniaminek, zespół Ostrovii prowadzony przez trenera Dziubę wywalczył z Biało-Czerwonymi kolejny awans. 
Sezon 2012/2013 to gra na III ligowym froncie, znów jako beniaminek. Nowym trenerem zostaje Marek Nowicki, w przeszłości trener Piasta Kobylin. Ostrovia występuje w III lidze kujawsko-pomorsko-wielkopolskiej. W ostatniej kolejce sezonu 2012/2013 TP Ostrovia 1909 wywalczyła awans do II ligi, kolejny sezon 2013/2014 grała w roli beniaminka. 

## Sukcesy
- Występy w II lidze (obecnie I liga): 1949, 1950, 1990/91 oraz w sezonie 2013/2014 w II lidze
- Mistrz Wielkopolski: 1915
- 1/8 finału Pucharu Polski: 1987, 2014/15
  - Puchar Polski 2014/15[1]
    - Runda przedwstępna – 19 lipca 2014: Ruch Zdzieszowice 1-3 Ostrovia 1909 Ostrów Wielkopolski (bramki: Mateusz Szatkowski 20' – Tomasz Kempiński 5', Daniel Kaczmarek 91', Michał Giecz 118' (k), po dogrywce wygrywa Ostrovia)
    - Runda wstępna – 27 lipca 2014: Ostrovia 1909 Ostrów Wielkopolski 3-1 Górnik Wałbrzych (bramki: Michał Giecz 34' (k), Tomasz Kempiński 41', Marek Szymanowski 84' – Grzegorz Michalak 38' (k), w 55. minucie Michał Giecz z Ostrovii nie wykorzystał rzutu karnego)
    - I runda – 13 sierpnia Ostrovia 1909 Ostrów Wielkopolski 2-1 Puszcza Niepołomice (bramki: Tomasz Kempiński 90', Daniel Kaczmarek 113' – Michał Kiełtyka 5', w 90. minucie Michał Giecz z Ostrovii nie wykorzystał rzutu karnego, po dogrywce wygrywa Ostrovia)
    - 1/16 finału – 24 września Ostrovia 1909 Ostrów Wielkopolski 2-1 Ruch Chorzów (bramki: Marek Szymanowski 38', Błażej Cyfert 82' (k) – Filip Starzyński 17')
    - 1/8 finału – 29 października 2014: Ostrovia 1909 Ostrów Wielkopolski 1-2 Cracovia (Damian Czech 71' – Bartosz Kapustka 45', Dariusz Zjawiński 98', po dogrywce wygrywa Cracovia)
- Zdobywca Pucharu Polski na szczeblu okręg kaliski OZPN: 1978, 1979, 1980, 1982, 1986, 1987, 1988, 1990, 1995, 2002, 2013

## Kadra na sezon 2019/2020
| Bramkarze - Bartosz Jankowski - Kacper Dziuba - Bartosz Jureczek | Obrońcy - Kamil Dutkowski - Mateusz Rachwalski - Mateusz Stawski - Szymon Kasprzak - Kamil Krawczyk - Łukasz Wiącek - Mikołaj Grycman - Hubert Krupa - Eryk Kałuża | Pomocnicy - Damian Błaszczyk - Michał Giecz - Daniel Kaczmarek - Jordan Kaczmarek - Maciej Mikulski - Krystian Mokrzycki - Mariusz Poślednik - Marek Szymanowski - Szymon Jankowski - Szymon Jędraszek - Kacper Krawczyk - Maciej Kaniewski - Jakub Kramarczyk - Kacper Piotrowicz - Krystian Szczepaniak - Filip Rejman - Igor Wojciechowski | Napastnicy - Sebastian Smolarek - Mateusz Ziemiański |